# Bolboceras consanguineus
Bolboceras consanguineus är en skalbaggsart som beskrevs av Lansberge 1885. Bolboceras consanguineus ingår i släktet Bolboceras och familjen Bolboceratidae. Inga underarter finns listade.